# Susanna White
Susanna White (1960) è una regista britannica.

## Biografia
Appassionata di cinematografia sin dall'infanzia, quando si fece regalare dai genitori una cinepresa Super 8, si dedicò per 12 anni alla realizzazione di documentari, lavorando per la BBC2 dopo gli studi.
Dopo aver frequentato corsi di regia all'interno della BBC, diresse alcuni episodi di diverse serie della rete televisiva britannica, finendo poi per dirigere il film per la tv 'Love Again nel 2003. Nel 2005 vinse un premio BAFTA per Bleak House. Diresse quindi la mini-serie televisiva Jane Eyre, che le garantì una candidatura all'Emmy.
Ha poi diretto quattro episodi della miniserie Generation Kill (tratto dal libro omonimo) per la HBO e cinque episodi di Parade's End nel 2012.
Dopo la direzione del corto Bycicle Thieves nel 1997, è ritornata alla regia sul grande schermo solo molti anni dopo, con Tata Matilda e il grande botto nel 2010 e soprattutto Il traditore tipo nel 2015.

## Filmografia

### Cinema
- Tata Matilda e il grande botto (Nanny McPhee and the Big Bang) (2010)
- Il traditore tipo (Our Kind of Traitor) (2015)
- Woman Walks Ahead (2017)